# 松本正雄 (英文学者)
松本 正雄（まつもと まさお、1901年3月14日 - 1976年4月15日）は、日本の評論家、英文学者である。

## 生涯
東京生まれ。青山学院英語師範科卒業。1927年、平凡社に入社し、『新興文学全集』の編集を通じてプロレタリア文学運動に接近。日本プロレタリア作家同盟やプロレタリア科学研究所に参加してアメリカ文学の紹介をすると共に、『プロレタリア英語入門』（鉄塔書院、1932年）などを著した。
のち日本評論社に移るが、1944年横浜事件で逮捕され、敗戦後釈放される。
戦後は、日本民主主義文化連盟の創設に参加、日本ジャーナリスト会議副議長をつとめた。回想記『過去と記憶』（光和堂）で、多喜二・百合子賞を受賞した。
翻訳にジョン・リード『世界をゆるがせた十日間』（新日本文庫）などがある。

## 著書
- 『プロレタリア英語入門』鐵塔書院　1932
- 『モンロー主義概説』中南米研究所　1941
- 『アメリカ文学史論』九州評論社　1947
- 『過去と記憶 ファシズムと闘った人びと』光和堂、1974

### 翻訳
- エルマー・ライス『計算器』新興文学全集 平凡社　1929
- ハツクスリイ『はんどん』新興文学全集 平凡社　1929
- ヴアン・ダイン『ベンスン殺人事件』世界探偵小説全集 平凡社、1930
- パール・バック『新らしきもの古きもの』片岡鉄兵共訳　六芸社　1938
- パアル・バック『王竜』興亜書房　1939
- 林語堂『北京好日　第3部 秋の歌』四季書房、1940
- ハワード・ファスト『ピークスキル事件』筑摩書房 1952
- ハワード・ファスト『ぼくらは無罪だ! サッコとヴァンゼッティの受難』藤川健夫共訳　新評論社 1955
- スティーブ・ネルソン『義勇兵』新日本出版社 世界革命文学選 日本共産党中央委員会文化部世界革命文学選編集委員会編 1966 のち新日本文庫
- ジョン・リード『世界をゆるがした十日間』村山淳彦共訳　1977　新日本文庫
- 『世界短編名作選　アメリカ編』池上日出夫,永原誠共編　新日本出版社,1977